# Moriana (Corvera)
Moriana 
es una aldea que pertenece a la parroquia de Cancienes en el concejo de Corvera de Asturias (Principado de Asturias). Se encuentra a 150 m s. n. m. y está situada a 2,20 km de la capital del concejo, Nubledo. 

## Población
En 2020 contaba con una población de 12 habitantes (INE 2020) repartidos en 8 viviendas.